# Fryderyk za album roku muzyka symfoniczna i koncertująca
Fryderyk za album roku muzyka symfoniczna i koncertująca – polska nagroda muzyczna Fryderyk, przyznawana corocznie w latach 1996–1998 i 2000–2019 w sekcji muzyki poważnej w kategorii album roku muzyka kameralna. Honorowała wykonawców za album muzyki symfonicznej lub koncertowej. Fryderyki są przyznawane od 1995 przez Związek Producentów Audio-Video (ZPAV) za osiągnięcia w rodzimym przemyśle muzycznym. Od 2000 za wyłanianie nominowanych, a następnie laureatów odpowiedzialna jest powołana przez ZPAV Akademia Fonograficzna.
Kategoria została wprowadzona podczas drugiej edycji, Fryderyków 1995. Nie pojawiła się jednorazowo w edycji 1998. Nazywała się:
- album roku muzyka symfoniczna w edycji 1995,
- płyta roku muzyka symfoniczna w edycji 1996,
- muzyka symfoniczna w edycjach 1997 i 1999,
- muzyka orkiestrowa w edycji 2000,
- album roku muzyka orkiestrowa w edycjach od 2001 do 2006,
- album roku muzyka symfoniczna i koncertująca w edycjach od 2008 do 2019.

W edycji 2020 została wycofana i zastąpiona przez dwie nowe kategorie: album roku muzyka orkiestrowa i album roku muzyka koncertująca.
Najwięcej nominacji w kategorii (18) otrzymała Sinfonia Varsovia. Najwięcej nagród (5) zdobyła Orkiestra Filharmonii Narodowej. Sinfonia Varsovia i Witold Rowicki zdobyli po 4 nagrody, zaś Jerzy Maksymiuk 3.

## Laureaci i nominowani
Kolor złoty oznacza nagrodzony album i laureatów.
| Rok  | Album | Nominowani | Źr.    |
| ---- | --- | --- | ------ |
| 1995 | Fryderyk Chopin Piano Concertos 1 & 2                                                                           | Janusz Olejniczak, Sinfonia Varsovia i Grzegorz Nowak | [ 4 ]  |
| 1995 | Antonio Vivaldi – Cztery pory roku                                                                              | Jadwiga Kotnowska | [ 4 ]  |
| 1995 | Harfy Papuszy                                                                                                   | Jan Kanty Pawluśkiewicz | [ 4 ]  |
| 1995 | Ludwig van Beethoven – IX Symfonia                                                                              | Orkiestra Symfoniczna Filharmonii Narodowej i Chór Filharmonii Narodowej (dyrygent: Kazimierz Kord) | [ 4 ]  |
| 1995 | Ostatni koncert                                                                                                 | Witold Lutosławski | [ 4 ]  |
| 1996 | Jarzębski, Bacewicz, Górecki, Mozart                                                                            | Jerzy Maksymiuk i Polish Chamber Orchestra | [ 5 ]  |
| 1996 | Czajkowski / Schumann: Koncerty fortepianowe                                                                    | Martha Argerich i Kazimierz Kord | [ 5 ]  |
| 1996 | Bach / Krenz, Mozart, Beethoven                                                                                 | Jan Krenz i Sinfonia Varsovia | [ 5 ]  |
| 1996 | Polish Symphonic Music of the 19th Century (Kurpiński, Dobrzyński, Moniuszko, Żeleński, Noskowski)              | Sinfonia Varsovia (dyrekcja: Grzegorz Nowak) | [ 5 ]  |
| 1996 | Wieniawski Violin Concertos 1 & 2                                                                               | Piotr Pławner, Bartłomiej Nizioł i Sinfonia Varsovia (dyrekcja: Grzegorz Nowak) | [ 5 ]  |
| 1997 | Mieczysław Karłowicz – Poematy Symfoniczne                                                                      | — | [ 6 ]  |
| 1997 | Karol Szymanowski – Harnasie, IV Symfonia                                                                       | — | [ 6 ]  |
| 1997 | Ludwig van Beethoven – Symfonie I–IX                                                                            | — | [ 6 ]  |
| 1997 | Rubinstein w Filharmonii Narodowej                                                                              | — | [ 6 ]  |
| 1997 | Karol Szymanowski – Uwertura, koncerty skrzypcowe                                                               | — | [ 6 ]  |
| 1999 | …dyryguje Witold Rowicki                                                                                        | Martha Argerich, Arthur Moreira Lima, Swiatosław Richter, Witold Małcużyński, Jan Ekier – fortepian, Konstanty Andrzej Kulka, Wanda Wiłkomirska – skrzypce, Jadwiga Dzikówna, Maria Kunińska-Opacka, Stefania Woytowicz – sopran, Krystyna Szczepańska – alt, Andrzej Hiolski – baryton, Orkiestra Symfoniczna Filharmonii Narodowej, Wielka Orkiestra Symfoniczna Filharmonii Warszawskiej, Orkiestra Symfoniczna Polskiego Radia w Krakowie i Chór Państwowej Filharmonii w Krakowie (dyrygent: Witold Rowicki) | [ 7 ]  |
| 1999 | Dyrygenci polscy – Antoni Wit                                                                                   | Narodowa Orkiestra Symfoniczna Polskiego Radia i Telewizji w Katowicach (dyrygent: Antoni Wit) | [ 7 ]  |
| 1999 | Mieczysław Karłowicz – Poematy symfoniczne                                                                      | Orkiestra Filharmonii Śląskiej (dyrygent: Jerzy Salwarowski) | [ 7 ]  |
| 1999 | Piotr Czajkowski – II Suita koncertowa op. 8, Stanisław Moniuszko – Bajka                                       | Orkiestra Symfoniczna Filharmonii Białostockiej (dyrygent: Marcin Nałęcz-Niesiołowski) | [ 7 ]  |
| 1999 | Rodrigo – Concierto de Aranjuez                                                                                 | Waldemar Gromolak – gitara, Orkiestra Symfoniczna Filharmonii im. Artura Rubinsteina (dyrygent: Wojciech Czepiel) | [ 7 ]  |
| 2000 | Fryderyk Chopin – Koncerty fortepianowe                                                                         | Artur Rubinstein – fortepian, Martha Argerich – fortepian, Orkiestra Symfoniczna Filharmonii Narodowej w Warszawie, Sinfonia Varsovia (dyrygenci: Witold Rowicki i Grzegorz Nowak) | [ 8 ]  |
| 2000 | Chopin – Piano concerto & 12 Etudes                                                                             | Stanisław Drzewiecki – fortepian, Sinfonia Varsovia (dyrygent: Grzegorz Nowak) | [ 8 ]  |
| 2000 | Franciszek Lessel, Karol Kurpiński                                                                              | Paweł Stolarczyk – klarnet, Monika Mych – sopran, Michał Zambrzycki – tenor, Krzysztof Szumański – bas-baryton, Emilian Madey – fortepian, Orkiestra Jeunesse Musicale, Chór Jeunesse Musicale (dyrygenci: Ewa Strusińska i Łukasz Borowicz) | [ 8 ]  |
| 2000 | Ludwig van Beethoven – Symfonie                                                                                 | Izabela Kłosińska – sopran, Krystyna Szostek-Radkowa – mezzosopran, Jerzy Knetig – tenor, Piotr Nowacki – bas, Orkiestra Symfoniczna Filharmonii Narodowej i Chór Filharmonii Narodowej (dyrygent: Kazimierz Kord) | [ 8 ]  |
| 2000 | Messiaen Turangalîla Symphony, L’ascension                                                                      | Narodowa Orkiestra Symfoniczna Polskiego Radia Katowice (dyrygent: Antoni Wit) | [ 8 ]  |
| 2001 | Jan Krenz – 2 CD                                                                                                | Narodowa Orkiestra Symfoniczna Polskiego Radia w Katowicach, Andrzej Hiolski – baryton (dyrygent: Jan Krenz) | [ 9 ]  |
| 2001 | Le Streghe II                                                                                                   | Wratislavia – Wrocławska Orkiestra Kameralna, Katarzyna Duda – skrzypce (dyrygent: Jan Stanienda) | [ 9 ]  |
| 2001 | Martha Argerich                                                                                                 | Martha Argerich – fortepian, Sinfonia Varsovia (dyrygent: Alexandre Rabinovitch) | [ 9 ]  |
| 2001 | Mieczysław Karłowicz – Poematy symfoniczne, Koncert skrzypcowy A-dur                                            | Konstanty Andrzej Kulka – skrzypce, Orkiestra Symfoniczna Filharmonii Narodowej (dyrygent: Kazimierz Kord) | [ 9 ]  |
| 2001 | The Best of Paderewski                                                                                          | Piotr Paleczny, Sinfonia Varsovia (dyrygent: Jerzy Maksymiuk) | [ 9 ]  |
| 2002 | Warsaw Philharmonic Archive                                                                                     | Orkiestra Symfoniczna i Chór Filharmonii Narodowej w Warszawie, Isaac Stern, Dawid Ojstrach (dyrygent: Carlo Zecchi, Paul Kletzki, Igor Markevitch, Robert Craft, Igor Strawinski, Witold Rowicki, Karol Stryja) | [ 10 ] |
| 2002 | Brahms – Koncert skrzypcowy – Krzysztof Jakowicz                                                                | Orkiestra Polskiego Radia i Telewizji w Krakowie, Krzysztof Jakowicz – skrzypce (dyrygent: Marek Pijarowski) | [ 10 ] |
| 2002 | Brahms, Prokofiew – Piano Concertos                                                                             | Narodowa Orkiestra Symfoniczna Polskiego Radia w Katowicach, Orkiestra Filharmonii Szczecińskiej, Hubert Salwarowski – fortepian (dyrygent: Jerzy Salwarowski) | [ 10 ] |
| 2002 | Jerzy Maksymiuk                                                                                                 | Polska Orkiestra Kameralna, Sinfonia Varsovia, Narodowa Orkiestra Symfoniczna Polskiego Radia w Katowicach, Chór Cantica Cantamus, Orkiestra Symfoniczna Filharmonii Białostockiej, Polska Orkiestra Radiowa, Władysław Kłosiewicz – klawesyn, Iwona Hossa – sopran, Marta Romańczuk – mezzosopran, Piotr Rafałko – tenor, Artur Mądry – bas, Jacek Greków, Piotr Leszczyński – akordeon, Lidia Żabka – obój, Kazimierz Milewski, Dariusz Wybrańczyk – klarnet (dyrygent: Jerzy Maksymiuk)                        | [ 10 ] |
| 2002 | Muzyka polska poprzez wieki                                                                                     | Wrocławska Orkiestra Kameralna Vratislavia (dyrygent: Jan Stanienda) | [ 10 ] |
| 2003 | Grzegorz Fitelberg – nagrania historyczne 1948–1953                                                             | Eugenia Umińska – skrzypce, Narodowa Orkiestra Symfoniczna Polskiego Radia w Katowicach (dyrygent/kierownik artystyczny: Grzegorz Fitelberg) | [ 11 ] |
| 2003 | Karłowicz, Kilar – Serenada, Siwa Mgła, Orawa                                                                   | Andrzej Bachleda-Curuś – tenor, Polska Orkiestra Kameralna, Orkiestra Filharmonii Poznańskiej (dyrygent/kierownik artystyczny: Wojciech Michniewski) | [ 11 ] |
| 2003 | Karłowicz, Weiner, Bacewicz, Orbán                                                                              | Erdödy Chamber Orchestra (dyrygent/kierownik artystyczny: Łukasz Borowicz, Zsolt Szefcsik) | [ 11 ] |
| 2003 | Mahler – Symphony nr 1, Sibelius – Valse Triste                                                                 | Narodowa Orkiestra Symfoniczna Polskiego Radia w Katowicach (dyrygent/kierownik artystyczny: Gabriel Chmura) | [ 11 ] |
| 2003 | Stanisław Skrowaczewski                                                                                         | Narodowa Orkiestra Symfoniczna Polskiego Radia w Katowicach (dyrygent/kierownik artystyczny: Stanisław Skrowaczewski) | [ 11 ] |
| 2004 | Rachmaninov – Piano Concertos Nos. 1 & 2                                                                        | Krystian Zimerman – fortepian, Bostońska Orkiestra Symfoniczna (dyrygent/kierownik artystyczny: Seiji Ozawa) | [ 12 ] |
| 2004 | III Symfonia, Serenada na orkiestrę, Suita na orkiestrę kameralną, Szkice ludowe, Krakowiak, Oberek             | Polska Orkiestra Radiowa (dyrygent/kierownik artystyczny: Jan Krenz) | [ 12 ] |
| 2004 | Beata Bilińska (seria: Portret – Ludwig van Beethoven, Koncerty fortepianowe II i IV)                           | Beata Bilińska – fortepian, Polska Orkiestra Radiowa (dyrygent/kierownik artystyczny: Zbigniew Graca, Łukasz Borowicz) | [ 12 ] |
| 2004 | Mozart, Haydn – Koncerty obojowe                                                                                | Krzysztof Wroniszewski – obój, Concerto Avenna (dyrygent/kierownik artystyczny: Andrzej Mysiński) | [ 12 ] |
| 2004 | Vivaldi – Cztery pory roku (Le Quattro Stagioni)                                                                | Kuba Jakowicz – skrzypce, Marek Toporowski – klawesyn, Sinfonia Varsovia (dyrygent/kierownik artystyczny: Kuba Jakowicz) | [ 12 ] |
| 2005 | XV Międzynarodowy Konkurs Pianistyczny im. F. Chopina / Kronika Konkursu 2005 vol. 13                           | Rafał Blechacz, Orkiestra Symfoniczna Filharmonii Narodowej (dyrygent/kierownik artystyczny: Antoni Wit) | [ 13 ] |
| 2005 | Szymanowski Super Audio CD & CD (Hybryda)                                                                       | Jakub Jakowicz – skrzypce, Piotr Paleczny – fortepian, Sinfonia Varsovia (dyrygent/kierownik artystyczny: Jerzy Maksymiuk) | [ 13 ] |
| 2005 | Tango – Sinfonia Viva                                                                                           | Ewa Konstanciak, Jacek Gintowt, Sinfonia Viva, Trio Andrzeja Jagodzińskiego (dyrygent/kierownik artystyczny: Tomasz Radziwonowicz) | [ 13 ] |
| 2006 | Połoński, Dominik – wiolonczela                                                                                 | Dominik Połoński – wiolonczela, Polska Orkiestra Radiowa (dyrygent/kierownik artystyczny: Łukasz Borowicz) | [ 14 ] |
| 2006 | Karłowicz – Pieśni i utwory kameralne                                                                           | Dorota Lachowicz – mezzosopran, Concerto Avenna (dyrygent/kierownik artystyczny: Andrzej Mysiński) | [ 14 ] |
| 2006 | Moryto, Shostakovich                                                                                            | Tomasz Strahl – wiolonczela, Roman Lasocki – skrzypce, Śląska Orkiestra Kameralna, Orkiestra Filharmonii Śląskiej (dyrygent/kierownik artystyczny: Mirosław Jacek Błaszczyk) | [ 14 ] |
| 2006 | Mozart – koncerty na 1, 2 i 3 fortepiany                                                                        | Stanisław Drzewiecki, Tatiana Szebanowa, Jarosław Drzewiecki, Sinfonia Varsovia (dyrygent/kierownik artystyczny: Michael Zilm) | [ 14 ] |
| 2006 | Mozart – Piano Concertos No. 17 & 20 – Piotr Anderszewski                                                       | Piotr Anderszewski, Scottish Chamber Orchestra (dyrygent/kierownik artystyczny: Piotr Anderszewski) | [ 14 ] |
| 2008 | Karłowicz, Mieczysław; Młynarski, Emil – Polish Spirit                                                          | Nigel Kennedy – skrzypce, Polish Chamber Orchestra (dyrygent/kierownik artystyczny: Jacek Kaspszyk) | [ 15 ] |
| 2008 | Kurpiński, Karol – z Wielkopolski rodem                                                                         | Kornel Wolak – klarnet, Orkiestra Filharmonii Poznańskiej im. Tadeusza Szeligowskiego (dyrygent/kierownik artystyczny: Łukasz Borowicz) | [ 15 ] |
| 2008 | Szostakowicz – Cello Concertos                                                                                  | Rafał Kwiatkowski – wiolonczela, Polska Orkiestra Radiowa (dyrygent/kierownik artystyczny: Wojciech Rajski) | [ 15 ] |
| 2009 | Karłowicz: Koncert skrzypcowy A-dur op. 8, Odwieczne Pieśni op. 10, SACD & CD                                   | Agata Szymczewska – skrzypce, Sinfonia Varsovia (dyrygent/kierownik artystyczny: Jerzy Maksymiuk) | [ 16 ] |
| 2009 | Chopin | Halina Czerny-Stefańska, Orkiestra Symfoniczna Filharmonii Narodowej (dyrygent/kierownik artystyczny: Bohdan Wodiczko) | [ 16 ] |
| 2009 | Karol Szymanowski: 4 Symfonie                                                                                   | Izabela Kłosińska, Ewa Kupiec, Narodowa Orkiestra Symfoniczna Polskiego Radia, Chór Polskiego Radia (dyrygent/kierownik artystyczny: Kazimierz Kord) | [ 16 ] |
| 2009 | Karol Szymanowski: Pieśni z orkiestrą                                                                           | Urszula Kryger, Iwona Sobotka, Narodowa Orkiestra Symfoniczna Polskiego Radia w Katowicach (dyrygent/kierownik artystyczny: Kazimierz Kord, Gabriel Chmura) | [ 16 ] |
| 2009 | Serocki, Baird, Krenz: Koncerty fortepianowe                                                                    | Adam Wodnicki – fortepian, Narodowa Orkiestra Symfoniczna Polskiego Radia w Katowicach (dyrygent/kierownik artystyczny: Tadeusz Wojciechowski, Jerzy Swoboda) | [ 16 ] |
| 2010 | Rafał Blechacz – Chopin Koncerty fortepianowe                                                                   | Rafał Blechacz, Royal Concertgebouw Orchestra (dyrygent/kierownik artystyczny: Jerzy Semkow) | [ 17 ] |
| 2010 | Grażyna Bacewicz, Koncerty Skrzypcowe nr 1, 3 i 7                                                               | Joanna Kurkowicz, Polska Orkiestra Radiowa (dyrygent/kierownik artystyczny: Łukasz Borowicz) | [ 17 ] |
| 2010 | Karłowicz/Kościelec/Kilar                                                                                       | Wanda Wiłkomirska – skrzypce, Orkiestra Symfoniczna Filharmonii Narodowej (dyrygent/kierownik artystyczny: Witold Rowicki, Stanisław Wisłocki) | [ 17 ] |
| 2010 | Karol Szymanowski – I i IV Symfonia                                                                             | Jan Krzysztof Broja – fortepian, Orkiestra Symfoniczna Filharmonii Narodowej (dyrygent/kierownik artystyczny: Antoni Wit – dyrygent) | [ 17 ] |
| 2010 | W 100 rocznicę urodzin Grażyny Bacewicz i śmierci Mieczysława Karłowicza                                        | Krzysztof Jakowicz – skrzypce, Orkiestra Opery i Filharmonii Podlaskiej w Białymstoku (dyrygent/kierownik artystyczny: Marcin Nałęcz-Niesiołowski) | [ 17 ] |
| 2011 | Witold Lutosławski Opera omnia – Symfonie nr 2 i 4                                                              | NFM Orkiestra Filharmonii Wrocławskiej (dyrygent/kierownik artystyczny: Jacek Kaspszyk) | [ 18 ] |
| 2011 | Bruch, Wieniawski, Mendelssohn                                                                                  | Agata Szymczewska, Sinfonia Iuventus (dyrygent/kierownik artystyczny: John Axelrod, Tadeusz Wojciechowski) | [ 18 ] |
| 2011 | Recital Opera                                                                                                   | Jadwiga Romańska, Orkiestra Polskiego Radia, Orkiestra Polskiego Radia i Telewizji w Krakowie, WOSPR w Katowicach, Krakowska Orkiestra Polskiego Radia, Orkiestra Polskiego Radia i Telewizji (dyrygent/kierownik artystyczny: Zdzisław Górzyński, Włodzimierz Kamirski, Włodzimierz Ormicki, Jerzy Gert, Andrzej Straszyński) | [ 18 ] |
| 2011 | Piotr Czajkowski – Symfonia Patetyczna                                                                          | Orkiestra Sinfonia Varsovia (dyrygent/kierownik artystyczny: Jerzy Semkow) | [ 18 ] |
| 2011 | Wydanie Narodowe Chopina w formacie Super Audio część 1                                                         | Janusz Olejniczak, Orkiestra Kameralna Aukso (dyrygent/kierownik artystyczny: Marek Moś) | [ 18 ] |
| 2012 | Paderewski – Piano Concerto, Polish Fantasy                                                                     | Kevin Kenner i Orkiestra Opery i Filharmonii Podlaskiej w Białymstoku (dyrekcja: Marcin Nałęcz-Niesiołowski) | [ 19 ] |
| 2012 | Gustaw Mahler – Pieśń o Ziemi                                                                                   | Jadwiga Rappé, Piotr Kusiewicz, Narodowa Orkiestra Symfoniczna Polskiego Radia w Katowicach (dyrekcja: Michael Zilm) | [ 19 ] |
| 2012 | Fryderyk Chopin – I Koncert Fortepianowy e-moll op. 11                                                          | Daniił Trifonow i Polska Filharmonia Kameralna (dyrekcja: Wojciech Rajski) | [ 19 ] |
| 2012 | Wanda Wiłkomirska – Maestra                                                                                     | Orkiestra Symfoniczna Filharmonii Narodowej (dyrekcja: Witold Rowicki), Orkiestra Symfoniczna Filharmonii Narodowej (dyrekcja: Andrzej Markowski) i Polska Orkiestra Kameralna (dyrekcja: Jerzy Maksymiuk) | [ 19 ] |
| 2012 | Witold Lutosławski – Opera Omnia 3                                                                              | NFM Orkiestra Symfoniczna Filharmonii Wrocławskiej (dyrekcja: Nicholas Daniel), Lucy Wakeford i NFM Wrocławska Orkiestra Kameralna Leopoldinum (dyrekcja: Ernst Kovacic) | [ 19 ] |
| 2013 | Eugeniusz Morawski                                                                                              | Sinfonia Varsovia (dyrygent/kierownik artystyczny: Monika Wolińska) | [ 21 ] |
| 2013 | Grażyna Bacewicz – Cello Concertos                                                                              | Bartosz Koziak, Adam Krzeszowiec, Sinfonia Iuventus (dyrygent/kierownik artystyczny: George Tchitchinadze, Monika Wolińska) | [ 21 ] |
| 2013 | Bach, Mozart, Łukaszewski, Czajkowski                                                                           | Orkiestra Kameralna Filharmonii Narodowej, Ilya Gringolts – skrzypce, Aleksandra Rojek-Duda – obój (dyrygent/kierownik artystyczny: Jan Lewtak) | [ 21 ] |
| 2013 | Saxophone Impressions                                                                                           | Paweł Gusnar, Filharmonia Kameralna im. Witolda Lutosławskiego w Łomży (dyrygent/kierownik artystyczny: Jan Miłosz Zarzycki) | [ 21 ] |
| 2013 | Sibelius, Czajkowski – Violin Concertos                                                                         | Soyoung Yoon, Orkiestra Filharmonii Gorzowskiej (dyrygent/kierownik artystyczny: Piotr Borkowski) | [ 21 ] |
| 2014 | Wojciech Kilar – Angelus, Exodus, Victoria                                                                      | Orkiestra Symfoniczna i chóry Akademii Muzycznej im. Stanisława Moniuszki w Gdańsku oraz Anna Fabrello – sopran (dyrekcja: Zygmunt Rychert) | [ 22 ] |
| 2014 | Lipiński, Paderewski, Turski, Kowalski – The Power of Polish Violin                                             | Sławomir Tomasik – skrzypce, Narodowa Orkiestra Symfoniczna Polskiego Radia, Subito Strings | [ 22 ] |
| 2014 | Lutosławski w SACD (vol. 2)                                                                                     | Robert Cohen – wiolonczela, Ewa Pobłocka – fortepian i Sinfonia Varsovia (dyrekcja: Jerzy Maksymiuk) | [ 22 ] |
| 2014 | Maciej Zieliński – V Symphony                                                                                   | Polska Orkiestra Radiowa (dyrekcja: Łukasz Borowicz) | [ 22 ] |
| 2014 | Szymanowski – Harnasie                                                                                          | Orkiestra i Chór do Projektu „Harnasie” (dyrekcja: Marek Moś), Sebastian Karpiel-Bułecka – śpiew, Kapela Góralska Sebastiana Karpiela-Bułecki i Zakopower | [ 22 ] |
| 2015 | Kilar/Moś/Aukso                                                                                                 | Aukso Orkiestra Kameralna Miasta Tychy (dyrekcja: Marek Moś) | [ 23 ] |
| 2015 | Françaix, Podkowa, Mozart – Koncerty klarnetowe                                                                 | Roman Licznerski – klarnet i Sinfonietta Cracovia (dyrekcja: Szymon Bywalec) | [ 23 ] |
| 2015 | Piotr Borkowski Conducts Marian Borkowski                                                                       | Chór Akademicki Uniwersytetu Warszawskiego, Chór Katedry Warszawsko-Praskiej Musica Sacra, Krakowska Grupa Perkusyjna, Korean Chamber Orchestra, Orkiestra Akademii Muzycznej im. Fryderyka Chopina, Orkiestra i Chór Opery i Filharmonii Podlaskiej (dyrekcja: Piotr Borkowski) | [ 23 ] |
| 2015 | Piotr Moss: D’un silence, Loneliness                                                                            | Jean-Marc Fessard – klarnet, Narodowa Orkiestra Symfoniczna Polskiego Radia w Katowicach (dyrekcja: Michał Klauza), Jadwiga Rappé – alt i Narodowa Orkiestra Symfoniczna Polskiego Radia w Katowicach (dyrekcja: Jerzy Maksymiuk) | [ 23 ] |
| 2015 | Warsaw Philharmonic: Weinberg Symphony No. 4 & Violin Concerto                                                  | Orkiestra Filharmonii Narodowej i Ilya Gringolts – skrzypce (dyrekcja: Jacek Kaspszyk) | [ 23 ] |
| 2016 | Warsaw Philharmonic: the 1st Concert in the Rebuilt Hall                                                        | Orkiestra Filharmonii Narodowej i Wanda Wiłkomirska (skrzypce) (dyrekcja: Witold Rowicki) | [ 24 ] |
| 2016 | Górecki / Aukso                                                                                                 | Orkiestra Kameralna Miasta Tychy Aukso (dyrekcja: Marek Moś) | [ 24 ] |
| 2016 | Panufnik in memoriam                                                                                            | Paweł Kowalski (fortepian), Roman Perucki (organy), Orkiestra Symfoniczna Polskiej Filharmonii Bałtyckiej (dyrekcja: Ernst van Tiel i Łukasz Borowicz) | [ 24 ] |
| 2016 | Tadeusz Wroński – Rediscovered                                                                                  | Tadeusz Wroński (skrzypce) oraz Krakowska Orkiestra Radiowa (dyrekcja: Jerzy Gert), Wielka Orkiestra Polskiego Radia (dyrekcja: Jan Krenz) i Orkiestra Filharmonii Śląskiej (dyrekcja: Karol Stryja) | [ 24 ] |
| 2016 | Wybitni twórcy polscy: Górecki + Panufnik                                                                       | Roman Perucki (organy) i Orkiestra Polskiej Filharmonii Bałtyckiej (dyrekcja: Łukasz Borowicz) | [ 24 ] |
| 2017 | Maksymiuk & Sinfonia Varsovia                                                                                   | Sinfonia Varsovia (dyrekcja: Jerzy Maksymiuk) | [ 25 ] |
| 2017 | Accordiofonica                                                                                                  | Klaudiusz Baran, Łomża Chamber Philharmonic (dyrekcja: Jan Miłosz Zarzycki) | [ 25 ] |
| 2017 | Fryderyk Chopin – Piano Concertos                                                                               | Szymon Nehring i Sinfonietta Cracovia (dyrekcja: Jerzy Dybał i Krzysztof Penderecki) | [ 25 ] |
| 2017 | Mieczysław Karłowicz – Philharmonic Szczecin/Bartłomiej Nizioł/Łukasz Borowicz                                  | Bartłomiej Nizioł – skrzypce, Orkiestra Symfoniczna Filharmonii im. Mieczysława Karłowicza w Szczecinie (dyrekcja: Łukasz Borowicz) | [ 25 ] |
| 2017 | Strauss, Haydn, Purcell. Agnieszka Duczmal – Ewa Podleś – Amadeus                                               | Ewa Podleś i Orkiestra Kameralna Polskiego Radia Amadeus (dyrekcja: Agnieszka Duczmal) | [ 25 ] |
| 2018 | Made in Poland                                                                                                  | Atom String Quartet, Orkiestra Kameralna Leopoldinum, Christian Danowicz – koncertmistrz | [ 26 ] |
| 2018 | Feliks Nowowiejski – Symfonie                                                                                   | Orkiestra Symfoniczna Filharmonii Poznańskiej (dyrekcja: Łukasz Borowicz) | [ 26 ] |
| 2018 | Górecki / Aukso                                                                                                 | Orkiestra Kameralna Miasta Tychy Aukso (dyrekcja: Marek Moś) | [ 26 ] |
| 2018 | Krzysztof Penderecki: Concerto per viola (sassofono) ed orchestra, Concerto per violino solo ed orchestra No. 2 | Paweł Gusnar, Sergey Krylov, Krzysztof Penderecki, Polska Orkiestra Sinfonia Iuventus (dyrekcja: Krzysztof Penderecki i Maciej Tworek) | [ 26 ] |
| 2018 | Wieniawski, Szostakowicz. Jacek Kaspszyk – Warsaw Philharmonic – Bomsori Kim                                    | Kim Bom-sori – skrzypce, Orkiestra Filharmonii Narodowej (dyrekcja: Jacek Kaspszyk) | [ 26 ] |
| 2019 | Błażewicz, Łukaszewski, Czarnecki – Polskie koncerty współczesne                                                | Marcin Dylla, Paweł Gusnar, Jakub Jakowicz, Tomasz Strahl, Filharmonia Kameralna im. Witolda Lutosławskiego w Łomży (dyrekcja: Jan Miłosz Zarzycki) | [ 27 ] |
| 2019 | 39’45 vol.3 | Marcel Markowski, Maciej Grzybowski, Sinfonia Varsovia (dyrekcja: Jerzy Maksymiuk i Jacek Kaspszyk) | [ 27 ] |
| 2019 | Dziadek: Utwory orkiestrowe                                                                                     | Adam Krzeszowiec, Elżbieta Drążek-Barcik, Agnieszka Wietrzny-Monsterska, Henryk Grychnik, Narodowa Orkiestra Symfoniczna Polskiego Radia w Katowicach (dyrekcja: Antoni Wit i Michał Klauza), Chór Polskiego Radia i Telewizji w Krakowie (przygotowanie chóru: Bronisława Wietrzny), Orkiestra Symfoniczna Polskiego Radia i Telewizji w Krakowie (dyrekcja: Jerzy Koks) | [ 27 ] |
| 2019 | Górecki: Wsłuchani we wszechświat                                                                               | Joanna Woś, Mariusz Godlewski, Chór Filharmonii Śląskiej (przygotowanie chóru: Jarosław Wolanin), Orkiestra Filharmonii Śląskiej (dyrekcja: Mirosław Jacek Błaszczyk), Agata Zubel i Śląska Orkiestra Kameralna (dyrekcja: Robert Kabara) | [ 27 ] |
| 2019 | Polish Music (Młynarski, Weinberg, Penderecki)                                                                  | Orkiestra Filharmonii Narodowej (dyrekcja: Jacek Kaspszyk) | [ 27 ] |

## Statystyki

### Osoby/zespoły z największą liczbą nagród
| Liczba | Osoba/zespół                                                | Lata                         |
| ------ | ----------------------------------------------------------- | ---------------------------- |
| 5      | Orkiestra Filharmonii Narodowej                             | 1999, 2000, 2002, 2005, 2016 |
| 4      | Sinfonia Varsovia                                           | 1995, 2000, 2009, 2017       |
| 4      | Witold Rowicki                                              | 1999, 2000, 2002, 2016       |
| 3      | Jerzy Maksymiuk                                             | 1996, 2009, 2017             |
| 2      | Andrzej Hiolski                                             | 1999, 2001                   |
| 2      | Grzegorz Nowak                                              | 1995, 2000                   |
| 2      | Jacek Kaspszyk                                              | 2008, 2011                   |
| 2      | Martha Argerich                                             | 1999, 2000                   |
| 2      | Narodowa Orkiestra Symfoniczna Polskiego Radia w Katowicach | 2001, 2003                   |
| 2      | Polska Orkiestra Kameralna                                  | 1996, 2008                   |
| 2      | Rafał Blechacz                                              | 2005, 2010                   |
| 2      | Wanda Wiłkomirska                                           | 1999, 2016                   |

### Osoby/zespoły z największą liczbą nominacji
| Liczba | Osoba/zespół                                                | Lata                                                                                              |
| ------ | ----------------------------------------------------------- | ------------------------------------------------------------------------------------------------- |
| 18     | Sinfonia Varsovia                                           | 1995, 1996 (×3), 2000 (×2), 2001 (×2), 2002, 2004, 2005, 2006, 2009, 2011, 2013, 2014, 2017, 2019 |
| 16     | Narodowa Orkiestra Symfoniczna Polskiego Radia w Katowicach | 1999, 2000, 2001, 2002 (×2), 2003 (×3), 2009 (×3), 2011, 2012, 2014, 2015, 2019                   |
| 15     | Orkiestra Filharmonii Narodowej                             | 1995, 1999, 2000 (×2), 2001, 2002, 2005, 2009, 2010 (×2), 2012, 2015, 2016, 2018, 2019            |
| 11     | Łukasz Borowicz                                             | 2000, 2003, 2004, 2006, 2008, 2010, 2014, 2016 (×2), 2017, 2018                                   |
| 10     | Jerzy Maksymiuk                                             | 1996, 2001, 2002, 2005, 2009, 2012, 2014, 2015, 2017, 2019                                        |
| 9      | Polska Orkiestra Radiowa                                    | 2002, 2004 (×2), 2006, 2008, 2010, 2011, 2014, 2016                                               |
| 6      | Jacek Kaspszyk                                              | 2008, 2011, 2015, 2018, 2019 (×2)                                                                 |
| 6      | Kazimierz Kord                                              | 1995, 1996, 2000, 2001, 2009 (×2)                                                                 |
| 6      | Witold Rowicki                                              | 1999, 2000, 2002, 2010, 2012, 2016                                                                |
| 5      | Antoni Wit                                                  | 1999, 2000, 2005, 2010, 2019                                                                      |
| 5      | Grzegorz Nowak                                              | 1995, 1996 (×2), 2000 (×2)                                                                        |
| 5      | Marek Moś                                                   | 2011, 2014, 2015, 2016, 2018                                                                      |
| 5      | Polska Orkiestra Kameralna                                  | 1996, 2002, 2003, 2008, 2012                                                                      |